# Torlyn Mountain
Der Torlyn Mountain (in Norwegen manchmal auch Torlynfjell) ist ein länglicher, schroffer und bis zu 395 m hoher Berg bzw. Bergrücken an der Küste des ostantarktischen Mac-Robertson-Lands. Er ragt gemeinsam mit dem vorgelagerten Murray-Monolithen 6 km östlich des Scullin-Monolithen auf.
Die Benennung nach dem norwegischen Walfangschiff Torlyn erfolgte im Zuge der Erkundung des Küstenverlaufs durch norwegischer Walfänger zwischen Januar und Februar 1931. Überflüge über das Gebiet erfolgten im Januar 1930 und Februar 1931 bei der British Australian and New Zealand Antarctic Research Expedition (1929–1931) unter der Leitung des australischen Polarforschers Douglas Mawson. Deren Benennung als Murray-Monolith blieb nur für die dem Berg vorgelagerte Formation erhalten.